# Rim Rock Drive
La Rim Rock Drive est une route du comté de Mesa, au Colorado, dans le centre des États-Unis. Protégée au sein du Colorado National Monument, elle est inscrite au Registre national des lieux historiques depuis le 21 avril 1994.

## Origine

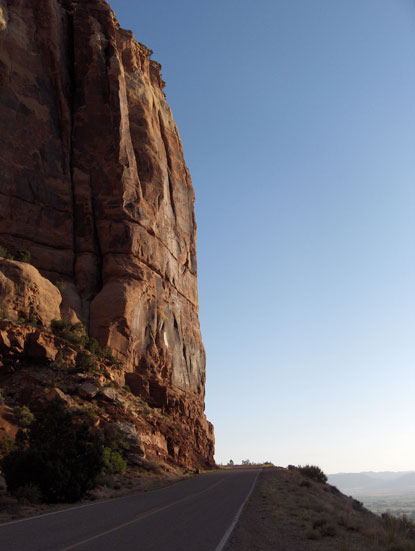
Falaise au bord de la Rim Rock Drive.

Le tracé de la route a été déterminé en novembre 1931 par Thomas W. Secrest, ingénieur du service des parcs nationaux, lors d'une visite au monument.
La conception détaillée de la route a été élaborée en 1932 par la Direction de l'ingénierie du Service des parcs nationaux et par la Direction de la planification et de la conception afin d'obtenir un impact panoramique maximum, en utilisant le National Park Service rustic. La majeure partie de la route a été construite avec un travail presque entièrement manuel réalisé par la Work Projects Administration, la Public Works Administration et le Civilian Conservation Corps, et représente l'un des projets publics les plus importants de la Grande Dépression. Des travaux de forage et de dynamitage importants ont été nécessaires et trois tunnels ont été forés. Les travaux ont été suspendus pendant la Seconde Guerre mondiale de 1942 à 1948 et ont été achevés en 1950. À son apogée, le projet employait plus de 800 hommes.

## Caractéristiques
Le trajet de 23 milles (37,01 km) suit le bord supérieur d'une série de canyons, qui s'étend des environs de Fruita à l'ouest à Grand Junction à l'est, reliant des points distants de seulement huit miles à vol d'oiseau. Le trajet en voiture donne accès au centre d'accueil et au camping Saddlehorn, ainsi qu'à 19 points de vue signalisés et à 14 sentiers de randonnée permettant d'atteindre l'arrière-pays et ses canyons isolés, comme le Serpents Trail par exemple..
La route entière a été désignée district historique dans le Registre national des lieux historiques.